# Renia testacealis
Renia testacealis är en fjärilsart som beskrevs av Achille Guenée 1854. Renia testacealis ingår i släktet Renia och familjen nattflyn. Inga underarter finns listade.